# 瓦迪阿卡里特战役
瓦迪阿卡里特战役（Operation Scipio）是第二次世界大战突尼西亞戰役期间，盟军于1943年4月6日至7日向轴心国发动的一次攻击，目的是将轴心国部队赶出突尼斯瓦迪阿卡里特沿线的阵地。最終轴心国部队撤退。